# Голова Верховної Ради СРСР
Голова Верховної Ради СРСР — найвища державна посада в СРСР з 1988 по 1990, одна з найвищих державних посад у 1990–1991. Введена поправками 1988 до Конституції СРСР 1977 року.
Голова Верховної Ради СРСР обирався З'їздом народних депутатів СРСР. Посада скасована 5 вересня 1991.

## Опис
Посада стала наступницею посади Голови Президії Верховної Ради СРСР. До 1989 офіційно колективним главою держави вважалася вся Президія ВР, яка видавала Укази (підписувалися Головою та секретарем Президії) про заміщення державних посад, нагородження орденами та медалями, вручала і брала вірчі грамоти, тощо.
У 1990 у зв'язку зі створенням посади Президента СРСР голова позбавлений статусу вищої посадової особи.
Першим головою ВР СРСР обраний М. Горбачов, до того колишній Голова Президії. У 1990 Горбачов обраний главою держави — Президентом СРСР, а на пост голови обрано заступника Голови ВР СРСР Анатолія Лук'янова.

## Голови
Голови Верховної Ради СРСР:
- Горбачов Михайло Сергійович (1989–1990);
- Лук'янов Анатолій Іванович (1990–1991).